# Гельфанд, Юджин
Юджин Гельфанд или Хелфанд (англ. Eugene H. Helfand; 8 января 1934, США) — американский физикохимик, известный работами в области конденсированного состояния.

## Биография
В 1955 году закончил Политехнический институт Бруклина со степенью B.S., в 1957 году получил там же степень магистра наук (M.Sc.).
В 1958 году получил степень Ph.D. Йельского университета в области химии.
С 1958 года работал в Лабораториях Белла исследователем (теоретические аспекты химии и науки о материалах, в том числе: явления переноса, жидкости, сверхпроводимость, критические явления, наука о полимерах, а также моделирование молекулярной динамики).

## Научные труды

### Решёточная модель Каца — Гельфанда
В 1963 году Гельфанд и М. Кац, опираясь на модель Каца — Уленбека — Хеммера, изучили несколько одномерных решёточных систем (модель Изинга ферромагнетика и решёточный газ) с экспоненциальным взаимодействием (см. также поненциал Каца). Кроме того, были рассмотрены три двумерные решёточные модели. Для взаимодействия, представимого в виде произведения экспоненциальных взаимодействий по строкам и по столбцам, было показано, что система описывается уравнением состояния Ван-дер-Ваальса.

### Теория Вертхамера — Гельфанда — Хоэнберга
Теория, предложенная в 1966 году Р. Вертхамером, Гельфандом и П. Хоэнбергом (так называемая WHH-теория), расширяет найденное ранее решение уравнения Горькова с учётом парамагнетизма Паули и спин-орбитального рассеяния на примесях. Эта теория уточняет значение второго критического поля в сверхпроводниках II рода.

### Теория сильной сегрегации в расплавах диблок-сополимеров
В 1975 году Гельфанд предложил теорию, позволяющую описать расслоение расплавов блок-сополимеров. Участие в работе принимала Зельда Вассерман. В последующей серии работ Гельфанд и Вассерман применили теорию для изучения ламеллярной, сферической и цилиндрической морфологий.
Эти пионерские работы послужили толчком к развитию множества теории сильной и промежуточной сегрегаций, однако после создания в 1985 году А. Н. Семёновым его теории (основывающейся на дополнительных ограничениях, но более простой в применении), теория Гельфанда стала менее популярной.

### Конформационная динамика полимеров
В 1982 году Гельфанд и Кэрол Холл разработали теоретическую модель, описывающую конформационные переходы (гош - транс).

## Награды
- Премия Фонда Гуггенхайма (химия)[8]
- Премия в области полимерной физики Американского физического общества, 1989[9]